# CEREC

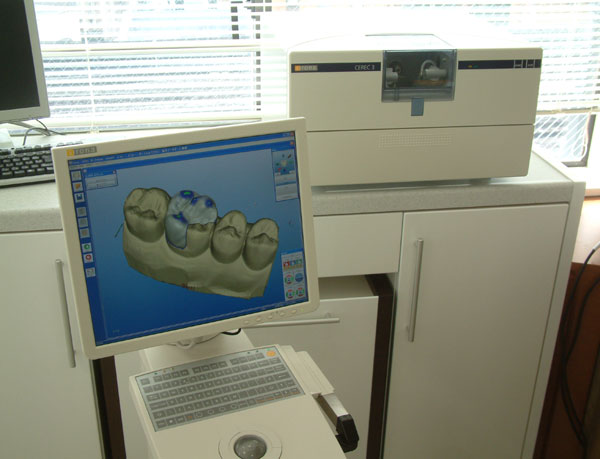
Cerec CADCAM-Apparatur zur computerisierten Herstellung von Keramikinlays und -kronen (2008)

Cerec, in Eigenschreibweise CEREC (Chairside Economical Restoration of Esthetic Ceramics oder CEramic REConstruction), ist eine CAD/CAM-Methode zur Rekonstruktion von Zahnrestaurationen. Das Verfahren ermöglicht Zahnärzten, individuelle Keramikrestaurationen direkt an der Behandlungseinheit (chairside) in einer Sitzung computergestützt selbst zu konstruieren, herzustellen und einzusetzen.
Die ersten Anwendungen am Patienten wurden 1985 erfolgreich durchgeführt.

## Modellgeschichte
Die Cerec-Methode wurde 1980 von Werner H. Mörmann und Marco Brandestini an der Universität Zürich entwickelt. Die erste Patientenbehandlung mit Cerec unter Verwendung der Keramik VITABLOCS Mark I erfolgte 1985. Siemens erwarb 1986 die Lizenz zur Vermarktung und Weiterentwicklung der Cerec-Methode und brachte 1987 mit CEREC 1 das weltweit erste CAD/CAM-System in der Zahnmedizin heraus. Der Indikationsbereich des 1994 eingeführten Cerec-2-Systems umfasste Inlays, Onlays, Kronen und Veneers. Aus dem Verkauf der Dentalsparte der Siemens AG entstand 1997 das Unternehmen Sirona. Im Jahr 2000 wurde das windowsbasierte Cerec-3-System vorgestellt. Während die ersten drei Modellversionen lediglich zweidimensional arbeiteten, ermöglichte die 2003 eingeführte Software dem Zahnarzt die computergestützte Konstruktion an virtuellen 3D-Modellen. Bis 2007 konnten Vollkeramikkronen nur adhäsiv befestigt werden; mit der 2007 erschienenen Schleifmaschinengeneration MC XL  konnten Kronen aufgrund erhöhter Fertigungspräzision auch zementiert werden. 2009 stellte Sirona mit der Cerec-Bluecam die Aufnahmetechnologie auf (kurzwelligeres) blaues Licht um, was die Aufnahmegenauigkeit im Vergleich zur vorigen 3D-Kamera steigerte. Mithilfe einer Biogenerik genannten Technik, die den Zahnersatz unter Berücksichtigung von umliegenden Zähnen mathematisch modelliert, lassen sich seit 2010 die Okklusalflächen rekonstruieren. 2011 ermöglichte die Software-Version 4.0, mehrere Restaurationen in einem Arbeitsprozess zu bearbeiten. 2019 wurde die Cerec-Primescan-Intraoralkamera vorgestellt, die eine verbesserte Handhabung hat, den Scanvorgang vereinfacht sowie genauer und schneller ist.

## Technisches Verfahren
Mittels einer intraoralen Kamera wird der zu versorgende Zahn digitalisiert und ein 3D-Modell erstellt. Dieses kann auf dem Monitor dargestellt und bearbeitet werden (Computer-aided manufacturing). Um die physiologische Okklusionsposition berücksichtigen zu können und damit nachträgliches Einschleifen zu vermeiden, kann auch ein entsprechender Gegenbiss in die Berechnungen eingeschlossen werden. Mit Hilfe des Kopier-Schleifverfahrens wird die berechnete Restauration (meist ein Inlay) in einer dreiachsigen Schleifmaschine (CNC-Maschine) aus einem industriell hergestellten Keramikblock gefräst.

## Vor- und Nachteile
Durch die Weiterentwicklung des Verfahrens konnte erreicht werden, dass die früher häufig nötigen Nachbearbeitungen und Zeit fordernden Okklusionsanpassungen seltener geworden sind. Studien zufolge ist die Festigkeit des Materials in der 10-Jahres-Überlebensrate von computergesteuert gefrästen Inlays höher als diejenige individuell hergestellter Labor-gefertigter Keramikinlays.
Der Randschluss und die Ästhetik ist bei Labor-gefertigten Inlays besser. Die Präparationsform muss den Materialeigenschaften der computergesteuert gefrästen Inlays angepasst werden. Weiterhin waren Okklusalflächen lange ein Problem, die häufig Nachbearbeitungen und Zeit fordernden Okklusionsanpassungen nötig machten.